# I liga polska w rugby (1984)
I liga polska w rugby (1984) – dwudziesty ósmy sezon najwyższej klasy ligowych rozgrywek klubowych rugby union w Polsce. Tytuł mistrza Polski zdobyła drużyna AZS AWF Warszawa, drugie miejsce zajęli Budowlani Łódź, a trzecie Orkan Sochaczew.

## Uczestnicy rozgrywek
W rozgrywkach I ligi w tym sezonie uczestniczyło osiem drużyn. Było wśród nich siedem najlepszych drużyn poprzedniego sezonu: Budowlani Łódź, AZS AWF Warszawa, Posnania Poznań, Czarni Bytom, Orkan Sochaczew, Lechia Gdańsk i Skra Warszawa oraz jedna drużyna, która awansowała z II ligi – Ogniwo Sopot.

## Przebieg rozgrywek
Rozgrywki toczyły się systemem wiosna – jesień, każdy z każdym, mecz i rewanż. Najsłabsza drużyna spadała do II ligi.
Wyniki spotkań:
|                  | Budowlani Łódź | AZS AWF Warszawa | Posnania Poznań | Czarni Bytom | Orkan Sochaczew | Lechia Gdańsk | Skra Warszawa | Ogniwo Sopot |
| Budowlani Łódź   | –              | 9:9              | 24:6            | 28:12        | 27:13           | 17:9          | 51:19         | 27:18        |
| AZS AWF Warszawa | 27:16          | –                | 36:6            | 52:6         | 27:6            | 25:3          | 21:3          | 45:6         |
| Posnania Poznań  | 4:18           | 14:21            | –               | 13:22        | 3:3             | 9:25          | 29:7          | 17:4         |
| Czarni Bytom     | 7:23           | 24:10            | 4:11            | –            | 3:6             | 24:13         | –             | 22:18        |
| Orkan Sochaczew  | 15:12          | 18:20            | 16:0            | 15:12        | –               | 20:10         | 25:3          | 19:3         |
| Lechia Gdańsk    | 7:3            | 7:6              | 0:14            | 15:9         | 11:0            | –             | 34:10         | 26:10        |
| Skra Warszawa    | 3:29           | 10:24            | 26:7            | 9:12, 16:19  | 24:6            | 13:16         | –             | 22:9         |
| Ogniwo Sopot     | 6:9            | 0:10             | 19:3            | 25:3         | 15:17           | 7:0           | 16:4          | –            |

Tabela końcowa (na czerwono wiersz z drużyną, która spadła do II ligi):
| Pozycja | Drużyna          | Punkty razem | Bilans punktów |
| ------- | ---------------- | ------------ | -------------- |
| 1       | AZS AWF Warszawa | 37           | 333:128        |
| 2       | Budowlani Łódź   | 35           | 293:155        |
| 3       | Orkan Sochaczew  | 31           | 179:170        |
| 4       | Lechia Gdańsk    | 30           | 176:167        |
| 5       | Posnania Poznań  | 23           | 136:225        |
| 6       | Ogniwo Sopot     | 22           | 156:224        |
| 7       | Czarni Bytom     | 22           | 186:257        |
| 8       | Skra Warszawa    | 20           | 172:305        |

## II liga
Równolegle z rozgrywkami I ligi odbywała się rywalizacja w II lidze. Zagrało tam sześć drużyn. Sezonu nie ukończyła Mazovia Mińsk Mazowiecki, gdzie w połowie sezonu rozwiązano drużynę. Rozgrywki toczyły się w systemie wiosna – jesień, każdy z każdym, mecz i rewanż. Najlepsza drużyna awansowała do I ligi.
Końcowa klasyfikacja II ligi (na zielono wiersz z drużyną, która awansowała do I ligi):
| Pozycja | Drużyna           |
| ------- | ----------------- |
| 1       | Budowlani Lublin  |
| 2       | Juvenia Kraków    |
| 3       | Budowlani Olsztyn |
| 4       | WFS Siedlce       |
| 5       | Bobrek Karb Bytom |

## Inne rozgrywki
W finale Pucharu Polski Lechia Gdańsk pokonała Czarnych Bytom 17:6. W mistrzostwach Polski juniorów zwycięstwo odniosła drużyna WFS Siedlce, a wśród kadetów Filar Bytom.

## Nagrody
Najlepszym zawodnikiem został wybrany przez Polski Związek Rugby Krzysztof Krac, a trenerem Andrzej Kopyt.